# Бахш
Бахш (перс. بخش, район, букв. відділ) — одиниця адміністративного поділу Ірану третього рівня. Вищою за рівнем одиницею поділу є шагрестан. Своєю чергою ділиться на дегестани .
Зазвичай бахш містить в собі одне або декілька міст і декілька дегестанів. Центром бахшу найчастіше стає найбільше або найважливіше місто (перс. شهر, шагр) або село в цій місцевості. Органом управління бахшу є бахшдарі (перс. بخشداری), а керівником — бахшдар (перс. بخشدار).
Адміністративний поділ остану (провінції) можна зобразити у вигляді таблиці, яка подана нижче. Припустимо, що остан (О) поділений на два шагрестани: A і B. Шагрестан A має три бахші: центральний (перс. بخش مرکزی, бахш-е марказі), X і Y. Центральний бахш містить місто M, яке є столицею шагрестану. Кожен бахш може містити одне або більше міст і/або один або більше дегестанів. В нашому випадку, центральний бахш містить міста M, N, а також дегестан T, який, своєю чергою, складається з сіл С1, С2, С3 і С4. У бахші X розташовані місто O і дегестан U, а в бахші Y немає жодного міста і лише один дегестан V. У крайньому разі шагрестан складається лише з одного міста, яке і є його центральним бахшем. В нашій таблиці це шагрестан B, який має лише місто Q. 
| Остан | Шагрестан | Бахш        | Місто / дегестан  | Села           |
| ----- | --------- | ----------- | ----------------- | -------------- |
| О     | A         | Центральний | Місто M (столиця) |                |
| О     | A         | Центральний | Місто N           |                |
| О     | A         | Центральний | Дегестан T        | С1, С2, С3, С4 |
| О     | A         | X           | Місто O           |                |
| О     | A         | X           | Дегестан U        | С5, С6         |
| О     | A         | Y           | Дегестан V        | С7, С8, С9     |
| О     | B         | Центральний | Місто Q           |                |

Наприклад, місто Горган, що входить до складу однойменного шагрестану, також є його центральним бахшем. Крім центрального в цьому шагрестані є ще один бахш — Багаран.
За офіційними даними міністерства внутрішніх справ Ірану за 2011 рік, у країні налічувалось 999 бахшів.